# Hrîstivka, Șîșakî
Hrîstivka (în ucraineană Христівка) este un sat în comuna Jorjivka din raionul Șîșakî, regiunea Poltava, Ucraina.

## Demografie
Componența lingvistică a localității Hrîstivka
     Ucraineană (99,18%)
     Alte limbi (0,82%)
Conform recensământului din 2001, majoritatea populației localității Hrîstivka era vorbitoare de ucraineană (99,18%), existând în minoritate și vorbitori de alte limbi.